# Medio de cambio
Un medio de cambio, en economía, es cualquier artículo ampliamente aceptado, que las personas pueden utilizar fácilmente para realizar transacciones, ya sean de bienes o de servicios.
En las economías modernas, el medio de cambio más utilizado y de aceptación generalizada es el dinero, que tiene
tres funciones fundamentales en la economía: ser un medio de cambio, ser una unidad de cuenta y ser un depósito de valor.
La mayoría de las formas de dinero se clasifican como medios de cambio, incluyendo el dinero mercancía, dinero representativo, la criptomoneda o, más comúnmente, dinero fiduciario. El dinero representativo y el dinero fiduciario existen más ampliamente en forma digital, así como en fichas físicas, como por ejemplo, monedas o billetes de curso legal. Con el desarrollo del sistema financiero, una parte importante de las transacciones se realizan utilizando tarjetas, transferencias, etc.

## Historia
Economistas, como William Stanley Jevons, suponen que el origen de los "medios de cambio" en las sociedades humanas se remonta a la antigüedad, cuando se tomó conciencia de las limitaciones del trueque. La forma del "medio de cambio" sigue la de una ficha, que se ha ido perfeccionando hasta convertirse en dinero. El intercambio actúa como un instrumento intermediario, ya que se puede utilizar para adquirir cualquier bien o servicio y evita las limitaciones del trueque, en el que lo que uno quiere tiene que corresponderse con lo que el otro tiene para ofrecer.
Sin embargo, hay pocas pruebas de una sociedad premonetaria donde el trueque sea el principal modo de intercambio.

## Teorías sobre el origen del dinero

### El crédito como origen del dinero
En su libro Debt: The First 5,000 Years, el antropólogo David Graeber se opone a la idea de que el dinero se inventó para sustituir al trueque. El problema de esta versión de la historia es la falta de pruebas que la respalden. Supone que la economía del don era habitual, al menos en los inicios de las primeras sociedades agrarias, cuando los humanos utilizaban elaborados sistemas de crédito. Graeber propone que el dinero como unidad de cuenta se inventó en el momento en que la obligación incuantificable "te debo una" se transformó en la noción cuantificable de "te debo una unidad de algo". Según este punto de vista, el dinero surgió primero como crédito y sólo más tarde adquirió las funciones de medio de cambio y depósito de valor.
La crítica de Graeber se basa, en parte, en la realizada por A. Mitchell Innes en su artículo de 1913 "¿Qué es el dinero?" (What is money?), que refuta la teoría del trueque del dinero, examinando pruebas históricas y demostrando que las primeras monedas nunca tuvieron un valor constante ni un contenido de metal más o menos constante. Por lo tanto, concluye que la venta no es un intercambio de bienes por alguna mercancía universal, sino un intercambio por crédito. Sostiene que "el crédito y sólo el crédito es dinero". La antropóloga Caroline Humphrey examina los datos etnográficos disponibles y concluye que "nunca se ha descrito ningún ejemplo de economía de trueque, pura y simple, y mucho menos la aparición a partir de ella del dinero; toda la etnografía disponible sugiere que nunca ha existido tal cosa".
Los economistas Robert P. Murphy y George Selgin respondieron a Graeber diciendo que la hipótesis del trueque es coherente con los principios económicos, y que un sistema de trueque sería demasiado breve para dejar un registro permanente. John Alexander Smith, de la revista digital Bella Caledonia, apuntaba que, en este intercambio, Graeber es el que actúa como científico al tratar de falsificar la hipótesis del trueque, mientras que Selgin adopta una postura teológica al tomar la hipótesis como una verdad revelada por la autoridad.

### El trueque como origen del dinero
En una transacción por trueque, un bien valioso se intercambia por otro de un valor aproximadamente equivalente. William Stanley Jevons describió cómo un medio ampliamente aceptado permite dividir cada intercambio de trueque en tres dificultades de trueque:
- Falta de coincidencia
- Falta de medida de valor
- Falta de medios de subdivisión

Se considera que un medio de intercambio elimina la necesidad de una coincidencia de deseos. Un intercambio de trueque requiere que cada parte de una transacción tenga algo que la otra desea. Un medio de intercambio elimina ese requisito, permitiendo a un individuo vender y comprar de varias partes a través de un instrumento intermediario.